# ウィルソン・ベントレー

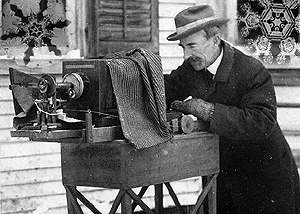
ウィルソン・アルウィン・ベントレー

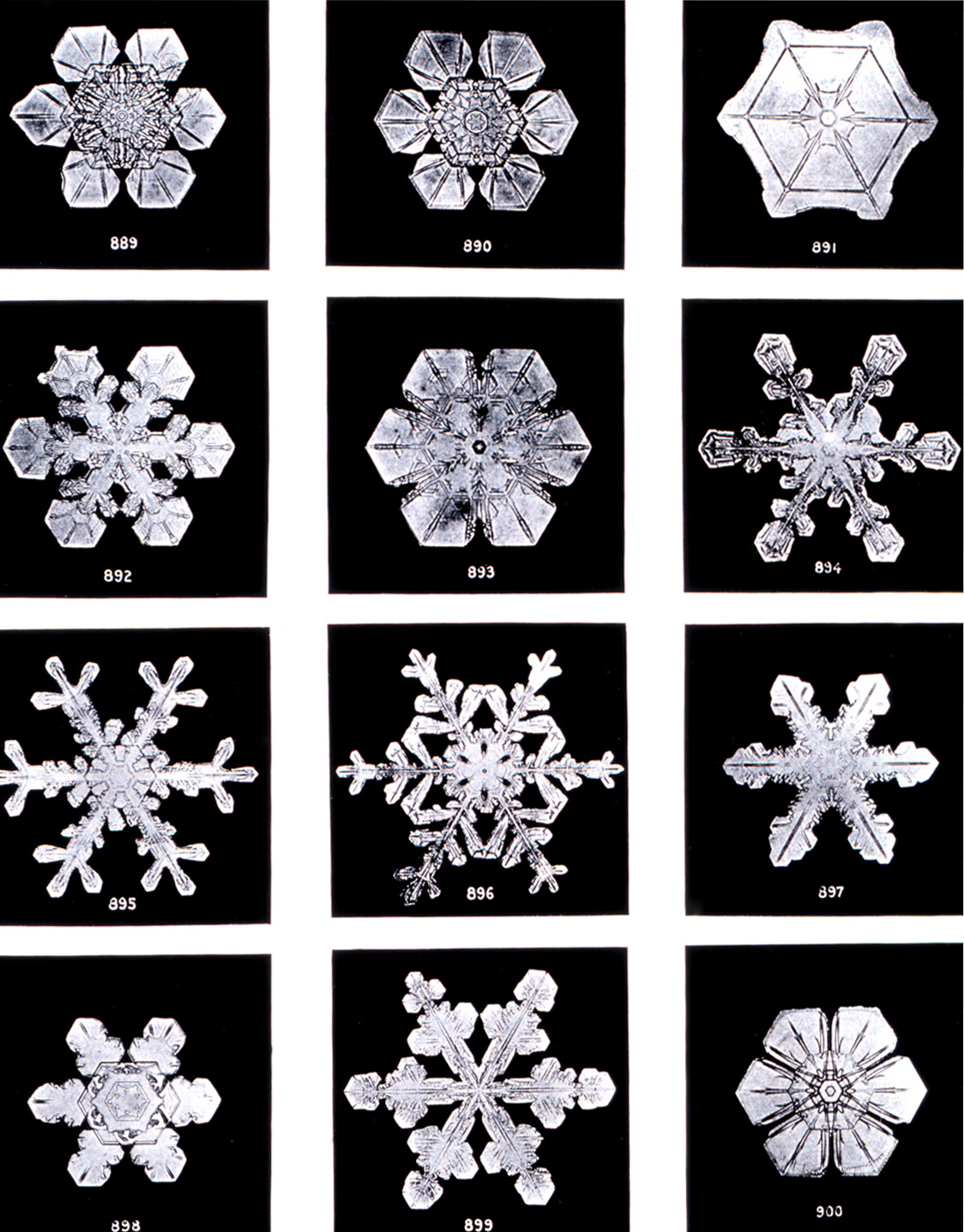
ベントレーによって撮られた写真。

ウィルソン・アルウィン・ベントレー（Wilson Alwyn Bentley、1865年2月9日 - 1931年12月23日）はアメリカ合衆国の雪のアマチュア研究家。雪の結晶の写真家として知られる。
バーモント州ジェリコー(Jericho)に農夫の子として生まれた。学校教育としてはジェリコーの公民学校を出ただけであった。15歳のときに、母が顕微鏡を通して見せた雪の結晶に魅了され、以後生涯にわたって農業のかたわら雪の結晶の写真を撮り続けた。雪の研究のために彼が撮影した写真は全部で5381枚にのぼる。うち2453枚の写真を収録した『Snow Crystals（雪の結晶）』と題する写真集が、当時のアメリカ気象学会の会長であったウィリアム・ジャクソン・ハンフリース（w:William Jackson Humphreys）の尽力により、1931年の秋、ベントレーが亡くなる直前にマック・グロービル社から出版された。生涯独身であった。
その生涯を絵本化した『雪の写真家ベントレー』は1999年度のコールデコット賞を受賞している。